# مالکوم گراهام (بازیکن فوتبال)
مالکوم گراهام (انگلیسی: Malcolm Graham; ۲۶ ژانویهٔ ۱۹۳۴ – ۱۲ سپتامبر ۲۰۱۵) بازیکن فوتبال اهل بریتانیا بود.
از باشگاه‌هایی که در آن بازی کرده‌است می‌توان به باشگاه فوتبال کویینز پارک رنجرز، باشگاه فوتبال بارنزلی، باشگاه فوتبال آلفرتون تاون، باشگاه فوتبال باکستون، باشگاه فوتبال بریستول سیتی، و باشگاه فوتبال لیتون اورینت اشاره کرد.